# توسزوو
توسزوو (به لاتین: Tuszów) یک منطقهٔ مسکونی در لهستان است که در Gmina Jabłonna, Lublin Voivodeship واقع شده‌است.

## خصوصیات
توسزوو ۵۲۹ نفر جمعیت دارد.